# Гора Елізій
Elysium Mons — щитовий вулкан на Марсі, розташований у вулканічній провінції Elysium, за координатами 25°01′ пн. ш. 147°13′ сх. д. / 25.02° пн. ш. 147.21° сх. д., у східній півкулі планети. Його висота сягає 13.9 км над навколишніми лавовими рівнинами, і близько 16 км над марсіанським датумом. Його діаметр становить близько 240 км, а розмір кальдери на вершині — близько 14 км вздовж. З боків його обабіч нього розташовані два менші вулкани — Hecates Tholus на північному сході та Albor Tholus на південному сході.
Elysium Mons був відкритий 1972 року на знімках, отриманих орбітальним апаратом Mariner 9.
Земний вулкан Емі-Кусі (у Чаді) досліджувався як аналог Elysium Mons. Обидва щитові вулкани мають приблизно однакового розміру кальдери на вершинах, однак Elysium Mons у 3.5 рази більший в діаметрі та в 6 разів вищий за свого земного «двійника».
|                                                                                      |
| Топографія місцевості навколо Elysium Mons. Зображення створене на основі даних MOLA |

|                                                          |
| Вигляд вершини з космічного апарата Mars Global Surveyor |

|                                                    |
| Кільцевий вал кальдери Elysium Mons, знімок HiRISE |